# Коулмен (Вісконсин)
Коулмен (англ. Coleman) — селище (англ. village) в США, в окрузі Марінетт штату Вісконсин. Населення — 726 осіб (2020).

## Географія
Коулмен розташований за координатами 45°4′15″ пн. ш. 88°2′19″ зх. д. / 45.07083° пн. ш. 88.03861° зх. д. (45.070900, -88.038684).  За даними Бюро перепису населення США в 2010 році селище мало площу 3,04 км², з яких 3,01 км² — суходіл та 0,03 км² — водойми.

## Демографія
Згідно з переписом 2010 року, у селищі мешкали 724 особи в 315 домогосподарствах у складі 197 родин. Густота населення становила 238 осіб/км².  Було 343 помешкання (113/км²).
Расовий склад населення:
| - 95,3 % — білих - 1,0 % — корінних американців - 0,6 % — чорних або афроамериканців - 1,4 % — осіб інших рас |

До двох чи більше рас належало 1,8 %. Частка іспаномовних становила 3,2 % від усіх жителів.
За віковим діапазоном населення розподілялося таким чином: 23,6 % — особи молодші 18 років, 59,4 % — особи у віці 18—64 років, 17,0 % — особи у віці 65 років та старші. Медіана віку мешканця становила 38,8 року. На 100 осіб жіночої статі у селищі припадало 102,2 чоловіків;  на 100 жінок у віці від 18 років та старших — 92,0 чоловіків також старших 18 років.
Середній дохід на одне домашнє господарство  становив 51 792 долари США (медіана — 49 609), а середній дохід на одну сім'ю — 59 514 долари (медіана — 56 667). Медіана доходів становила 43 906 доларів для чоловіків та 27 917 доларів для жінок. За межею бідності перебувало 5,9 % осіб, у тому числі 5,0 % дітей у віці до 18 років та 10,2 % осіб у віці 65 років та старших.
Цивільне працевлаштоване населення становило 377 осіб. Основні галузі зайнятості: виробництво — 29,7 %, освіта, охорона здоров'я та соціальна допомога — 21,2 %, роздрібна торгівля — 8,5 %, мистецтво, розваги та відпочинок — 7,2 %.